# Challenger de Timisoara

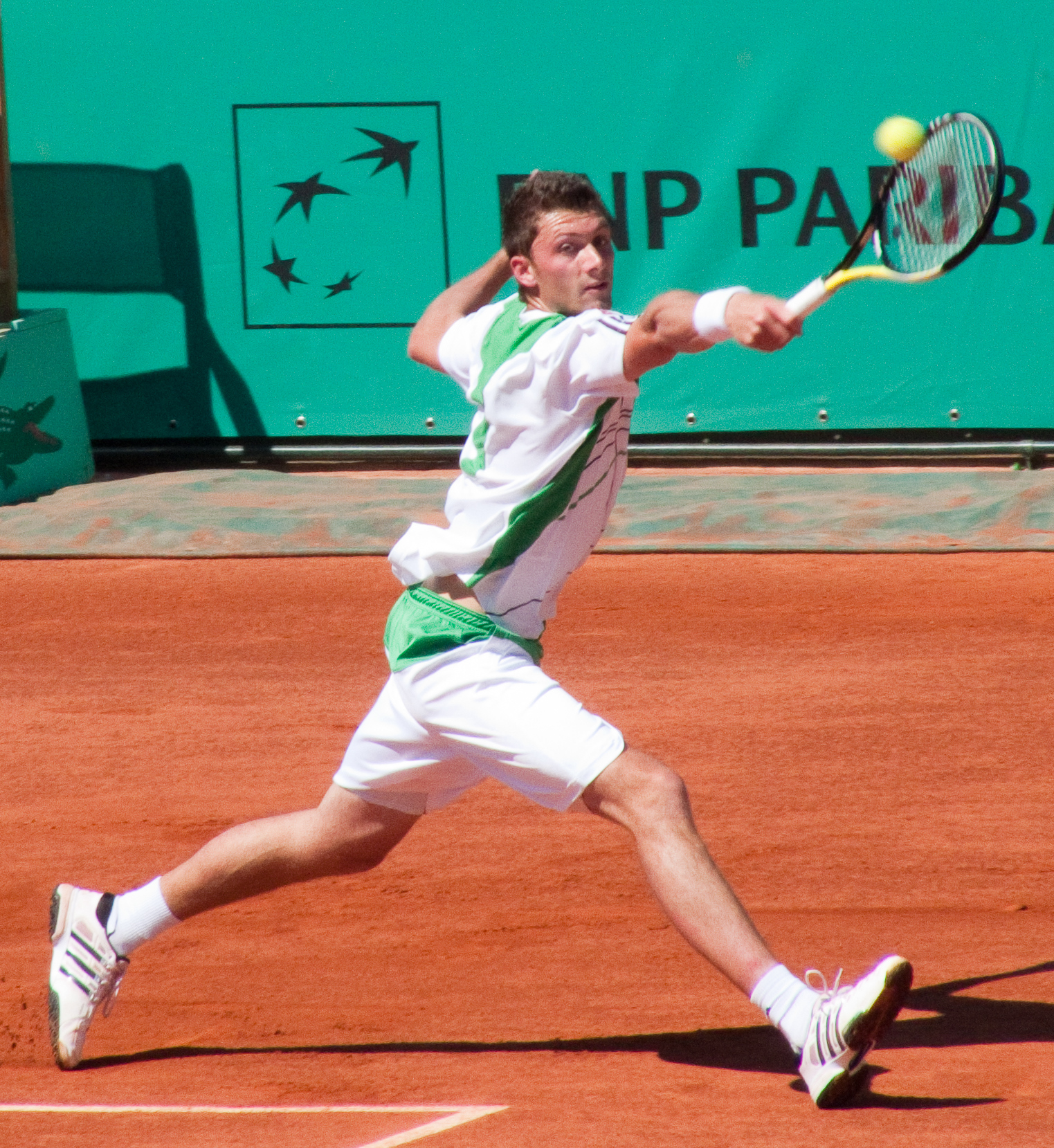
El alemán Daniel Brands campeón en individuales en el 2008

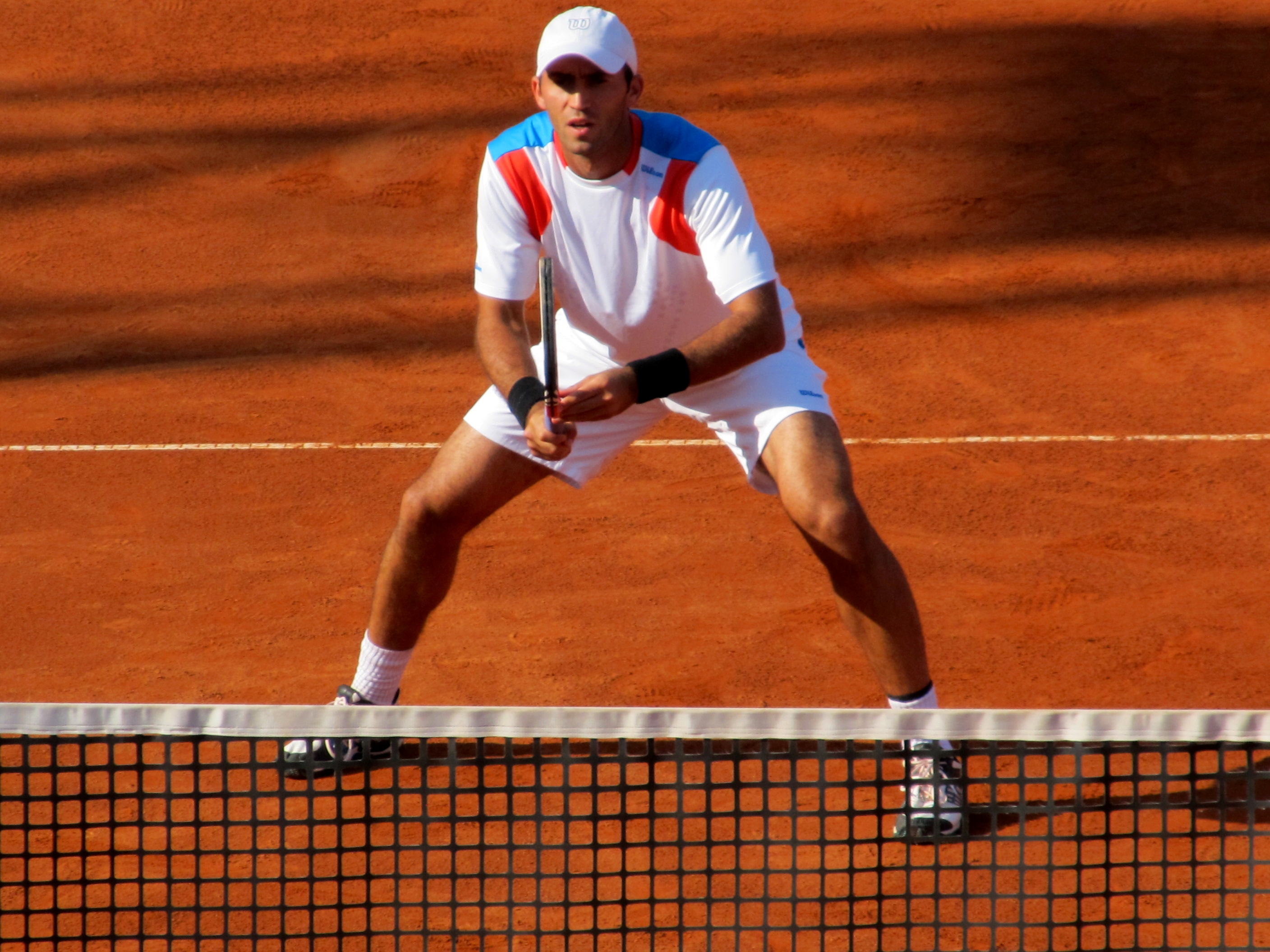
El jugador local Horia Tecău, campeón en dobles en el año 2004

El BRD Timișoara Challenger es un torneo profesional de tenis disputado en pistas de polvo de ladrillo.Pertenece al ATP Challenger Series. Se juega desde el año 2004 sobre tierra batida , en Timișoara, Rumania.

## Palmarés

### Individuales
| Año  | Campeón                | Finalista               | Resultado     |
| ---- | ---------------------- | ----------------------- | ------------- |
| 2004 | Marc Gicquel           | Oliver Marach           | 6–3, 6–1      |
| 2005 | Jean-Christophe Faurel | Jakub Herm-Zahlava      | 6–3, 7–5      |
| 2006 | Nicolas Devilder       | Pablo Santos González   | 7–6, 6–2      |
| 2007 | Victor Hănescu         | Santiago Ventura        | 7–6, 6–3      |
| 2008 | Daniel Brands          | Daniel Muñoz-de la Nava | 6–4, 7–6      |
| 2009 | No se disputó          | No se disputó           | No se disputó |
| 2010 | No se disputó          | No se disputó           | No se disputó |
| 2011 | No se disputó          | No se disputó           | No se disputó |
| 2012 | Victor Hănescu         | Guillaume Rufin         | 6–0, 6–3      |
| 2013 | Andreas Haider-Maurer  | Ruben Ramírez Hidalgo   | 6–3, 4–6, 6-3 |

### Dobles
| Año  | Campeones                                     | Finalistas                           | Resultado           |
| ---- | --------------------------------------------- | ------------------------------------ | ------------------- |
| 2004 | Florin Mergea Horia Tecău                     | Marius Călugăru Ciprian Petre Porumb | 6–3, 6–3            |
| 2005 | Ionuț Moldovan Gabriel Moraru                 | Ilia Kushev Radoslav Lukaev          | 6–2, 6–0            |
| 2006 | Victor Crivoi Victor Ioniță                   | Ervin Eleskovic Michael Ryderstedt   | 6–3, 6–4            |
| 2007 | Marcel Granollers Santiago Ventura            | Lazar Magdincev Predrag Rusevski     | 6–1, 6–4            |
| 2008 | Daniel Muñoz-de la Nava Rubén Ramírez Hidalgo | Adrian Cruciat Florin Mergea         | 3–6, 6–4, [11–9]    |
| 2009 | No se disputó                                 | No se disputó                        | No se disputó       |
| 2010 | No se disputó                                 | No se disputó                        | No se disputó       |
| 2011 | No se disputó                                 | No se disputó                        | No se disputó       |
| 2012 | Goran Tošić Denis Zivkovic                    | Andrei Dăescu Florin Mergea          | 6–2, 7–5            |
| 2013 | Jonathan Eysseric Nicolas Renavand            | Ilija Vučić Miljan Zekić             | 6(6)-7, 6-2, [10-7] |